# Catarhoe undulosa
Catarhoe undulosa är en fjärilsart som beskrevs av Warnecke 1934. Catarhoe undulosa ingår i släktet Catarhoe och familjen mätare. Inga underarter finns listade i Catalogue of Life.